# Allerheiligen-Hofkirche

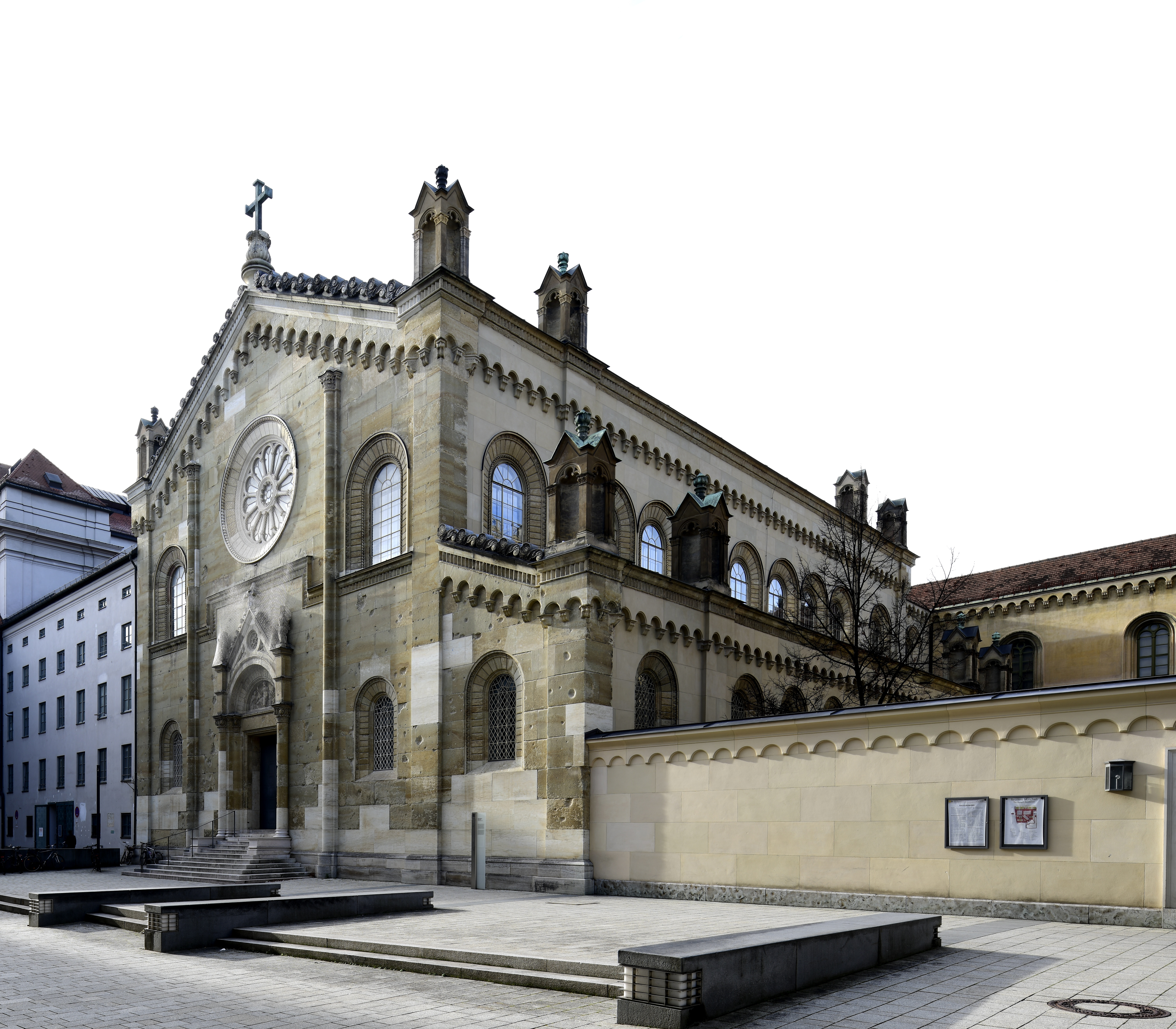
Ost- und Nordseite der Kirche

Die Allerheiligen-Hofkirche ist eine frühere katholische Kirche in der königlichen Residenz in München, an deren Ostrand gelegen; nördlich schließt sich der Kabinettsgarten an.
Nach schwerer Beschädigung im Zweiten Weltkrieg und sich über Jahrzehnte hinziehender Wiederherstellung dient sie heute als Konzert- und Vortragssaal. Erbaut wurde sie im neo-romanischen Rundbogenstil, sie gilt damit als erster neobyzantinischer Kirchenbau Europas.

## Geschichte

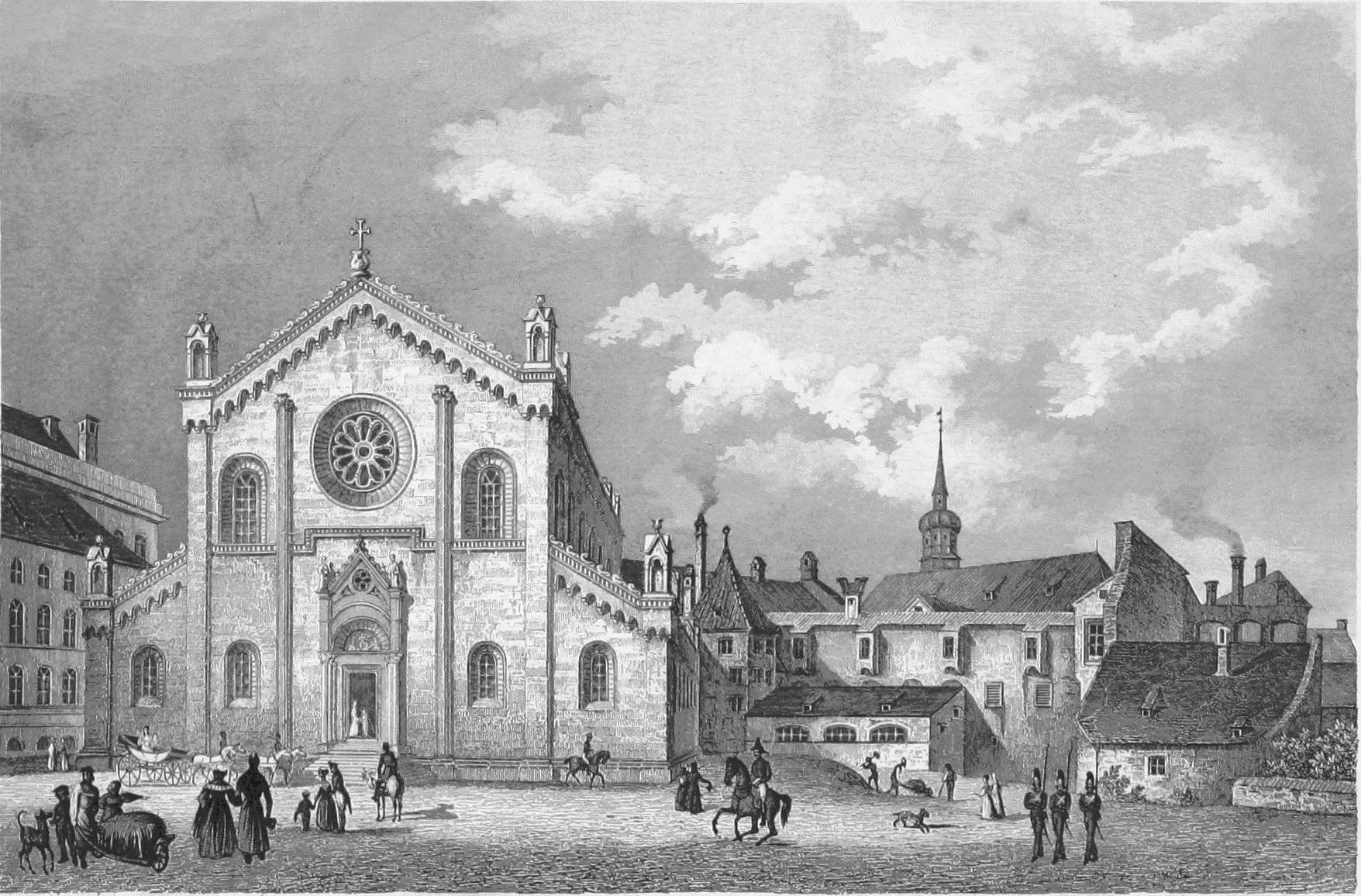
Allerheiligen-Hofkirche in München, 1838

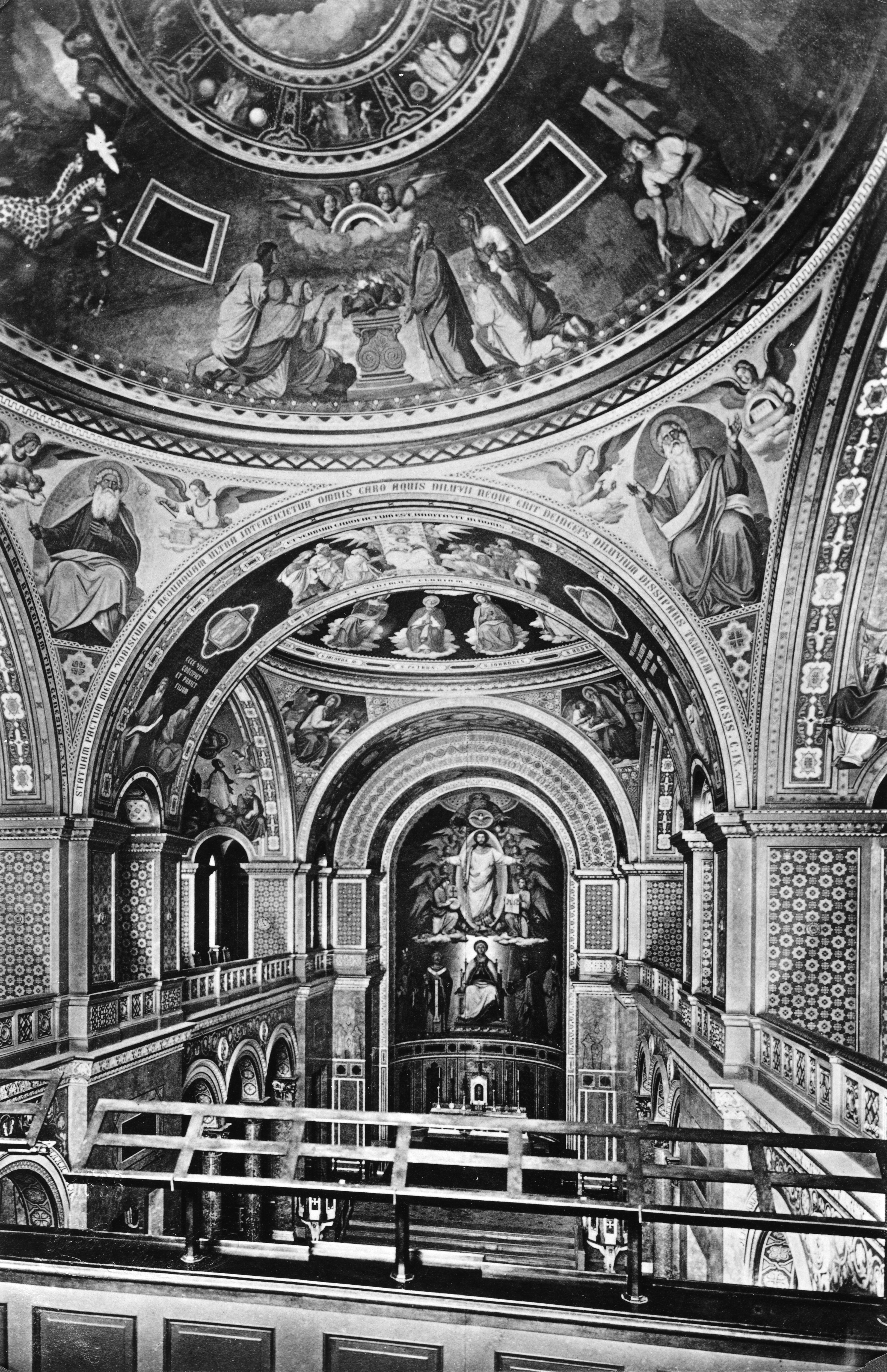
Innenaufnahme vor der Zerstörung. Die Freskenbilder sind von Heinrich Maria von Hess, die Dekorationen von Joseph Schwarzmann

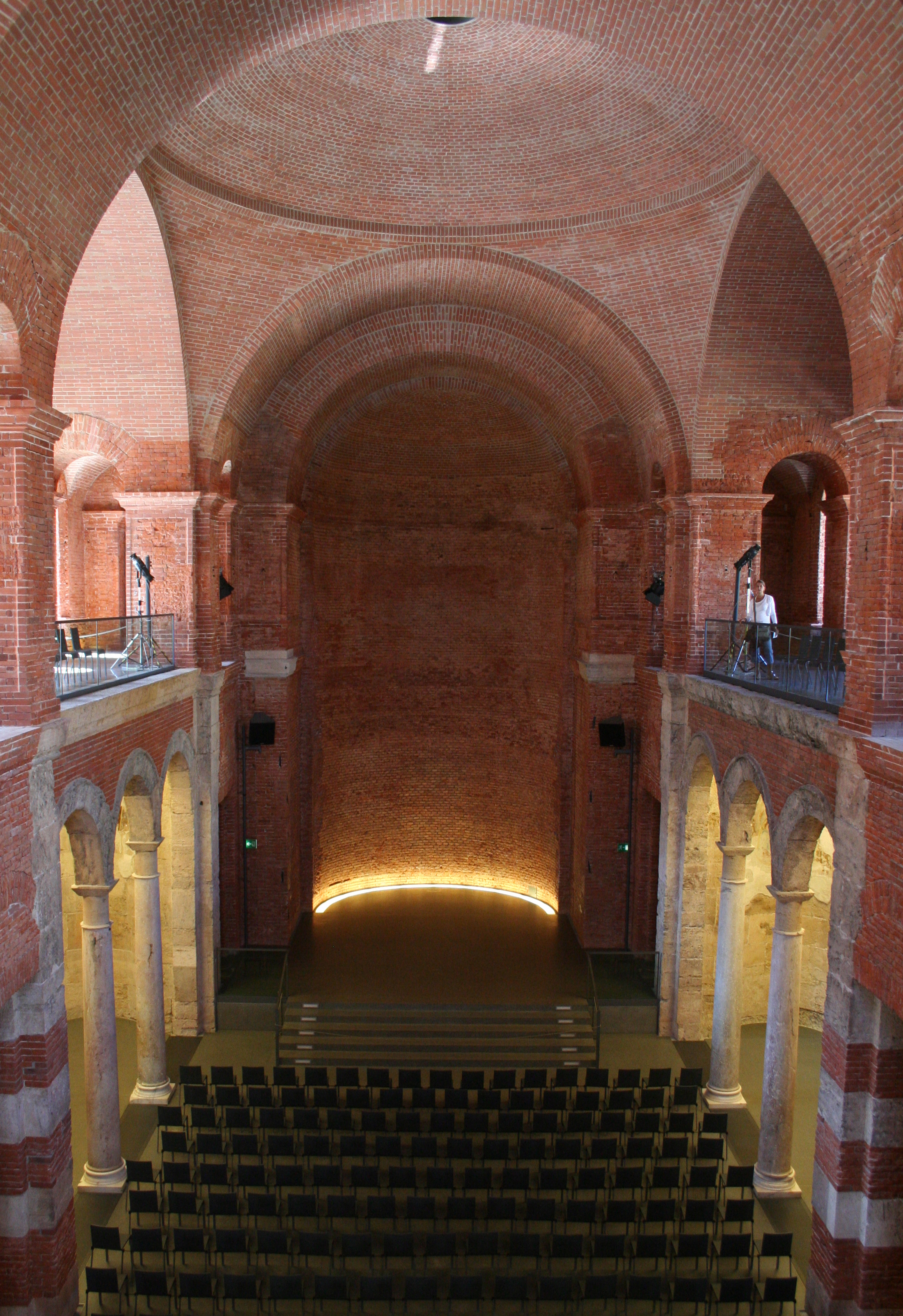
Heutige Innenansicht

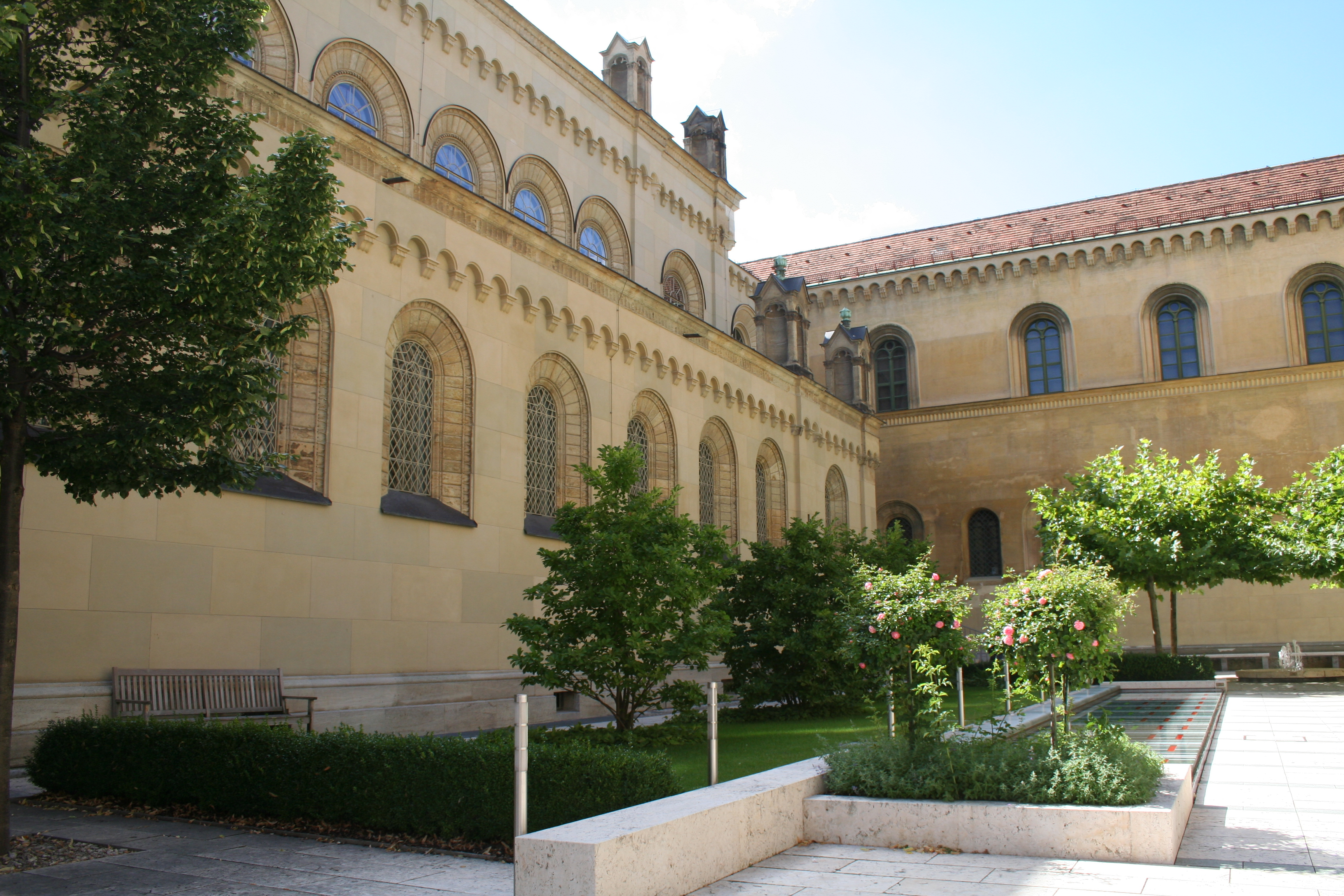
Nordseite mit Kabinettsgarten

Die von 1826 bis 1837 erbaute Allerheiligenhofkirche war der erste Kirchenbau in Bayern seit der Säkularisation 1803. Bei seinem Besuch in der Palastkapelle von Palermo im Jahr 1823 war der damalige Kronprinz Ludwig so beeindruckt vom Schmuck des Innenraumes, dass er sich eine ähnliche Kirche für die Münchner Residenz wünschte.
Für den König und seine Familie war die Kirche direkt von der Residenz zugänglich. Sie war jedoch auch für die Münchner Bevölkerung offen; sie benutzte den Osteingang.
Im Zweiten Weltkrieg wurde die Kirche schwer beschädigt. Das umfangreiches Schaffen des barocken Hofkapellmeisters Andrea Bernasconi an sakraler Vokalmusik wurde 1944 beim Brand der Allerheiligen-Hofkirche vernichtet. Unter den Verlusten befanden sich 34 Messen, 6 Credos, 2 Requiem, 17 Litaneien, 35 Vesperpsalmen, 3 Te Deum, 6 Stabat mater und zahlreiche weitere Werke für den kirchlichen Gebrauch.
Anders als die ähnlich zerstörte Residenz wurde die Kirche jedoch nicht restauriert, so dass sich ihr Zustand schließlich derart verschlechterte, dass das Bayerische Finanzministerium 1964 trotz Protesten ihren Abriss anordnete. Das südliche Seitenschiff der Basilika wurde zu Gunsten eines Nebengebäudes des anschließenden Residenztheaters tatsächlich entfernt, was bis heute die Symmetrie des Baus empfindlich beeinträchtigt. Im Inneren der Kirche ist dieser Verlust jedoch nicht bemerkbar, da sich in den Kirchenflügeln nur Nebenräume des Kirchenschiffs befanden. 
Weitere Proteste verhinderten schließlich den Abriss der gesamten Kirche, so dass Hans Döllgast 1972 den Auftrag ihrer baulichen Konservierung erhielt. Er stattete die Ruine mit einem Holzdach aus, um sie – im Sinne seiner anderen Wiederaufbauentwürfe in München – als Denkmal der Kriegszerstörungen zu erhalten. Nach Döllgasts Tod wurden Ende der 1980er Jahre dennoch die Kuppeln wiederhergestellt und mit der Renovierung der Fassade begonnen. Mit dem Umbau des Innenraumes zur jetzigen Form wurde schließlich im Jahr 2000 das Architekturbüro Guggenbichler und Netzer beauftragt, er dauerte bis 2003. Zentrales Anliegen der Architekten war, die nötigen Einbauten – Sanitäranlagen, Garderoben, Heizung, Brandschutzanlagen – mit großer Zurückhaltung vorzunehmen und Veränderungen am ursprünglichen Bestand als neu kenntlich zu machen – durch Materialwahl oder die Beschaffenheit der Oberflächen. Das Ergebnis, an dem der Zustand der Kriegsruine deutlich ablesbar ist, erhielt 2006 den Preis für Stadtbildpflege der Stadt München.

## Architektur
Das Kirchengebäude in neuromanischen Formen mit Anklängen an den Rundbogenstil ist ein Werk Leo von Klenzes, der vom Markusdom in Venedig Anregungen für seinen Entwurf genommen hatte. Die dreischiffige Basilika trägt ein Satteldach. Die Eingangsfassade ist mit einer Rosette geschmückt, der Giebel mit Akanthusblättern. Die Dachgesimse am Mittelschiff und den Seitenschiffen tragen jeweils zwei Türmchen an der Vorder- und der Rückseite.
Der Kirchenraum befindet sich nur im hohen Mittelschiff der Basilika, in den niedrigen Seitenschiffen lagen dagegen Nebenräume. Das Gebäudeinnere ist, ebenfalls anders als der äußere Anblick es vermuten lässt, von Kuppeln überwölbt – angelehnt an die byzantinische Architektur. Säulen an den Seiten tragen tonnengedeckte Galerien. Durch den Verzicht auf konservierende Maßnahmen nach den Zerstörungen im Zweiten Weltkrieg ging die ursprüngliche farbige Ausmalung der Gewölbe im Nazarenerstil, ebenso wie die Marmorverkleidung der Wände und der marmorne Fußboden, bis auf kleine Reste verloren. Die Malereien stammten von Heinrich Maria von Hess und seinem Schüler Joseph Schwarzmann, der hier als Ornamentierer die ersten seiner später so berühmten Dekorationen schuf. Heute sind Wände und  Gewölbe unverputzt, die Ziegelflächen sind unbearbeitet. Die Pfeiler sind aus Gründen der Festigkeit mit Schichten aus Tuff errichtet worden, was nun als Streifenmuster sichtbar ist. Stellen, an denen Schäden durch eingefügte Ziegel ausgeglichen werden mussten, sind an den glatteren Oberflächen deutlich als neu erkennbar. Dies gilt auch für die übrigen neuen Einbauten, die in den Materialien Stahl, Glas und Beton gehalten sind.

## Nutzung
Die Allerheiligen-Hofkirche ist als Veranstaltungsort vor allem für klassische Konzerte, Preisverleihungen, Vorträge und Festakte gedacht. Gelegentlich finden auch Trauerfeiern in der einstigen Hofkirche der bayerischen Könige statt. Vonseiten der Bayerischen Schlösserverwaltung wird ausdrücklich darauf hingewiesen, dass auf die frühere Nutzung als Kirche Rücksicht zu nehmen ist. Platz ist für 399 Personen.

## Bilder

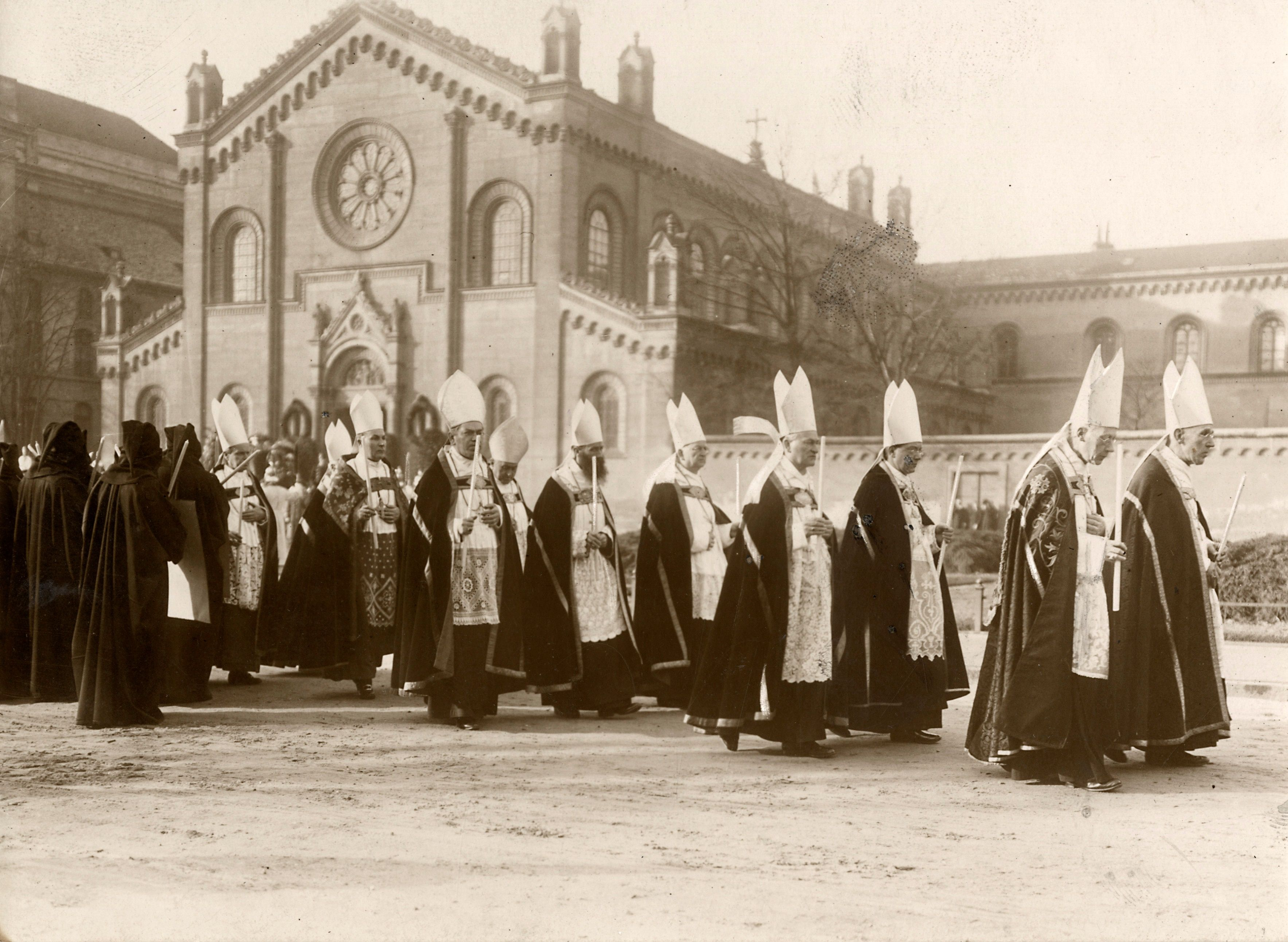
Leichenzug des Prinzregenten Luitpold 1912
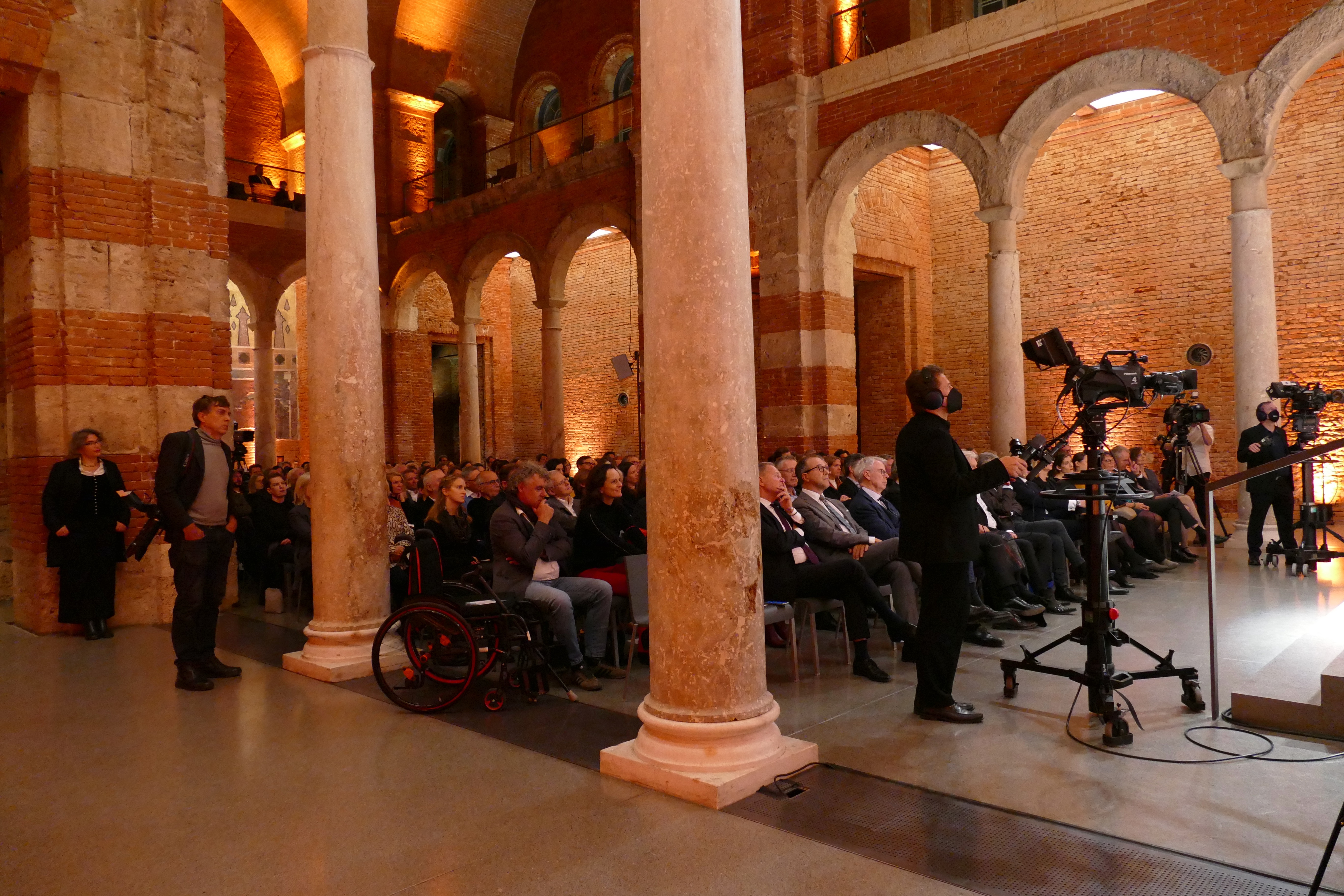
Verleihung des Bayerischen Buchpreises 2021